# Hopleidos echinatus
Hopleidos echinatus är en skalbaggsart som beskrevs av Marc Lacroix 1998. Hopleidos echinatus ingår i släktet Hopleidos och familjen Melolonthidae. Inga underarter finns listade i Catalogue of Life.